# Симулятор меха
Симуля́тор ме́ха (скорочено «мех-сим») — жанр відеоігор, присвячений симуляції керування вигаданими бойовими крокоходами, відомими як мехи (скорочення від англ. mechanical).

## Різновиди жанру
Подібно до інших симуляторів військової техніки, ігри цього жанру поділяють на два типи — аркадні та (умовно) реалістичні, також звані технічними.

### Аркадний симулятор меха
Відрізняється спрощеним ігровим процесом, що включає як просте мінімалістичне керування, і дуже просту модель ушкоджень. Приклади: Hawken і MechAssault 2002 року випуску.
У деяких аркадних іграх, наприклад Xenogears, спрощена модель пошкоджень поєднується з керуванням аналогічним файтингом з наявністю різних комбо-атак.
Часто елементи аркадного симулятора меха наявні в іграх іншого жанру, наприклад, у Quake IV, Chrome, F.E.A.R. 2: Project Origin та Star Wars Jedi Knight: Jedi Academy, гравець час від часу отримує можливість пройти частину рівня на бойовому меху. А в іграх Star Wars: Battlefront та Star Wars: BattleFront II, як гравці так і боти мають можливість у ході наземних битв пілотувати мехи та іншу наземну техніку.
Також можливе поєднання жанрів. Яскравим прикладом поєднання симулятора меха з авіасимулятором є відеогра Gun Metal, в якій мех має можливість трансформуватися у винищувач[джерело?].

### Технічний симулятор меха

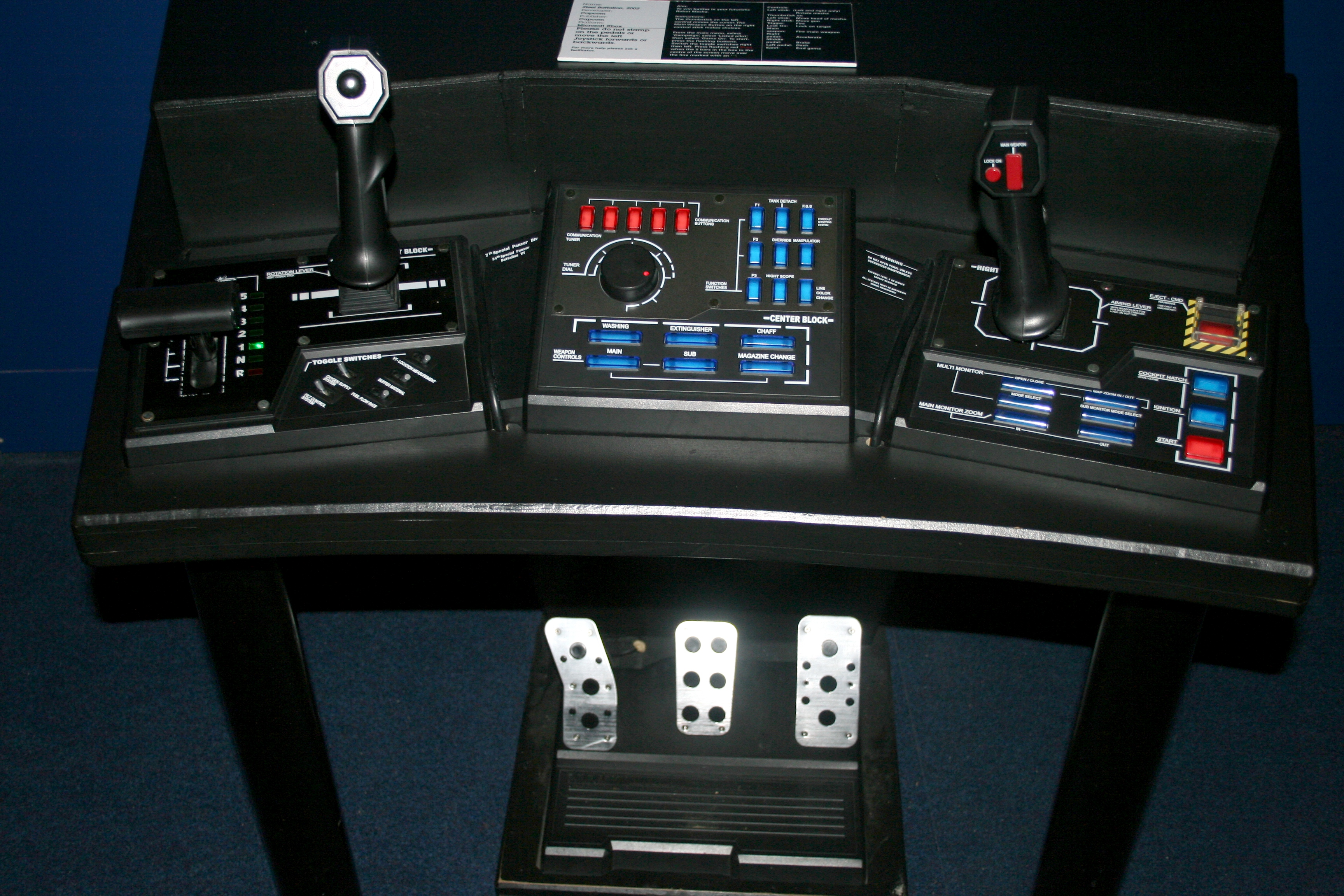
Приладова панель органів керування «Vertical Tank» Control System, випущена для гри Steel Battalion (можливе підключення до MechWarrior 3 і 4

Відмінною рисою подібних симуляторів є глибша деталізація симульованого меха. Так, наприклад, у серії ігор MechWarrior, що належать всесвіту BattleTech, меха має деталізовану систему пошкоджень, і може бути переконфігурованим шляхом установлення різного обладнання та озброєнь. Крім того, в технічних симуляціях мех зазвичай воює не самотужки, а в складі ланки та важливу роль відіграє узгодженість дій усієї команди. Ланка може складатися як із живих людей (в онлайновій багатокористувацькій грі), так і з ведених, керованих ШІ, що характерно для однокористувацьких ігор[джерело?].
У всесвіті BattleTech велику роль відіграє стійкість меха як під впливом зовнішніх факторів (влучання зброї), так і внутрішніх (помилки пілота). Мех може втрачати рівновагу, падати, вести вогонь лежачи, знову вставати на ноги. Серед ігор серії MechWarrior ці нюанси симулятора меха можна зустріти, наприклад, у грі MechWarrior 3, в якій, на думку багатьох, найреалістичніше передано технічні особливості меха. Так, наприклад, ворожого меха в цій грі можна збивати з ніг, врізавшись у них з розбігу або направивши чергу з великокаліберної гармати в ногу, і безпечно розстрілювати. У разі падіння меха гравця підйом на ноги здійснюється автоматично, при перезавантаженні системи живлення[джерело?].
Через вищу деталізацію, в подібних іграх складніше керування, що дозволяє оперувати окремими збройовими системами та обладнанням, а як орган керування зазвичай застосовують джойстик. Але для деяких ігор випускаються спеціалізовані органи керування, що імітують панель приладів меха.
Прикладами складних симуляторів меха є ігри MechWarrior, Steel Battalion, Force of Arms.

## Мехи в аніме
Завдяки значній популярності в аніме жанру меха-сентай (де сентай дослівно ескадрон або ескадрилья), присвяченого команді, що складається не зі супергероїв, як у звичайному сентаї, а з пілотів меха, в Японії виходить багато ігор, зроблених за мотивами аніме цього жанру[джерело?].
Помітною особливістю більшості ігор, зроблених за аніме, є нерідка (хоч і не обов'язкова) наявність рукопашної атаки, аж до комбо-ударів. Наслідком цього є поширеність у цих іграх вигляду від третьої особи замість характерного для інших ігор з мехом вигляду з кабіни. Оскільки більшість ігор, зроблених за аніме, виходить на приставках, то керування в них орієнтоване на використання геймпада. Проте, гра Tekki (鉄騎) відома також як Steel Battalion, орієнтована не на використання геймпада, а на спеціальний кокпіт із панеллю приладів та педалями, який імітує панель керування самого меха[джерело?].